# (3474) Linsley
(3474) Linsley (1962 HE) est un astéroïde de la ceinture principale, découvert le 27 avril 1962 à l'observatoire Goethe Link près de Brooklyn, dans l'Indiana. Il a une magnitude absolue de 13,0.